# Hiroyoshi Kuwabara
Hiroyoshi Kuwabara (桑原 裕義 Kuwabara Hiroyoshi?), född 2 oktober 1971 i Hiroshima prefektur, är en japansk före detta fotbollsspelare.
Kuwabara började sin karriär 1994 i Sanfrecce Hiroshima. Han spelade 229 ligamatcher för klubben. 2004 flyttade han till Albirex Niigata. Efter Albirex Niigata spelade han för Giravanz Kitakyushu och Fagiano Okayama. Han avslutade karriären 2011.